# Communauté d'agglomération Mulhouse Sud-Alsace
La Communauté d'agglomération de Mulhouse Sud-Alsace (CAMSA) était l'une des quatre structures intercommunales de la région mulhousienne, située en France, dans le département du Haut-Rhin et la région Alsace.

## Histoire
La coopération intercommunale s'est développée tardivement dans l'agglomération mulhousienne. La Ville a constitué une communauté de communes en 1997, devenue communauté d'agglomération (Mulhouse Sud-Alsace, dite CAMSA) en 2001, mais qui ne comptait que 5 membres : Didenheim, Lutterbach, Morschwiller-le-Bas, Mulhouse et Zillisheim.
En 2004, la CAMSA a intégré 11 nouvelles communes du nord-ouest de l'agglomération (10 communes faisaient auparavant partie de la  communauté de communes du Bassin Potassique, qui a été dissoute, et la commune de Reiningue). 
Par arrêté préfectoral du 16 décembre 2009, la Communauté d'agglomération Mulhouse Sud-Alsace a fusionné avec la Communauté de communes de l'Ile Napoléon et la Communauté de communes des Collines, avec rattachement des communes d'Illzach, Galfingue, Pfastatt et Heimsbrunn pour donner naissance à Mulhouse Alsace Agglomération.

## Composition
La communauté d'agglomération Mulhouse Sud-Alsace regroupait 16 communes, pour une population de 172 161 habitants :
| - Berrwiller - Bollwiller - Didenheim - Feldkirch - Kingersheim - Lutterbach - Morschwiller-le-Bas - Mulhouse | - Pulversheim - Reiningue - Richwiller - Ruelisheim - Staffelfelden - Ungersheim - Wittenheim - Zillisheim |

## Administration
La CAMSA a son siège à Mulhouse, compte 93 conseillers communautaires et son président est Jo Spiegel, maire de Kingersheim.
Le président délégué est Jean-Marie Bockel. 
Les vice-présidents sont : Jean-Paul Wurth, Antoine Homé, Chantal Risser, Jean-Denis Bauer, Jean-Claude Mensch, Philippe Maitreau, Alain Leconte, André Clad, Pierre Freyburger, Joseph Goester, Christian Gracco, Marcel Haenni, Philippe Hartmeyer, Roger Imbery, Julien Kaebele, Jean-Claude Kammerer, Richard Lasek, Denis Rambaud, Laurent Riche, Eugène Riedweg, Philippe Schenini, Henri Schmidt, Michel Samuel-Weis